# 4 Hours of Monza 2022

Tor Autodromo Nazionale di Monza

4 Hours of Monza 2022 – długodystansowy wyścig samochodowy, który odbył się 3 lipca 2022 roku. Był on trzecią rundą sezonu 2022 serii European Le Mans Series.

## Sesje treningowe
| Klasa                                   | Zespół                     | Kierowcy                                               | Samochód            | Czas           | Okr.           |
| Sesja pierwsza                          | Sesja pierwsza             | Sesja pierwsza                                         | Sesja pierwsza      | Sesja pierwsza | Sesja pierwsza |
| --------------------------------------- | -------------------------- | ------------------------------------------------------ | ------------------- | -------------- | -------------- |
| LMP2                                    | #34 Racing Team Turkey     | Salih Yoluç Charlie Eastwood Jack Aitken               | Oreca 07            | 1:38,690       | 44             |
| LMP3                                    | #4 DKR Engineering         | Sebastián Álvarez Alexander Bukhantsov Tom van Rompuy  | Duqueine M30 - D08  | 1:44,776       | 42             |
| LMGTE                                   | #18 Absolute Racing        | Andrew Haryanto Martin Rump Alessio Picariello         | Porsche 911 RSR-19  | 1:48,851       | 33             |
| Sesja dla kierowców z brązową kategorią |                            |                                                        |                     |                |                |
| LMP2                                    | #88 AF Corse               | François Perrodo Nicklas Nielsen Alessio Rovera        | Oreca 07            | 1:41,403       | 16             |
| LMP3                                    | #7 Nielsen Racing          | Anthony Wells James Littlejohn                         | Ligier JS P320      | 1:46,121       | 14             |
| LMGTE                                   | #66 JMW Motorsport         | Giacomo Petrobelli Sean Hudspeth Matthew Payne         | Ferrari 488 GTE Evo | 1:49,833       | 15             |
| Sesja druga                             |                            |                                                        |                     |                |                |
| LMP2                                    | #31 TDS Racing x Vaillante | Philippe Cimadomo Mathias Beche Tijmen van der Helm    | Oreca 07            | 1:39,079       | 43             |
| LMP3                                    | #15 RLR MSport             | Horst Felbermayr Jr Valentino Catalano Austin Mccusker | Ligier JS P320      | 1:45,613       | 10             |
| LMGTE                                   | #60 Iron Lynx              | Claudio Schiavoni Matteo Cressoni Davide Rigon         | Ferrari 488 GTE Evo | 1:48,685       | 39             |
| Źródła                                  |                            |                                                        |                     |                |                |

## Kwalifikacje
Pole position w każdej kategorii oznaczone jest pogrubieniem.
| Poz.   | Klasa | Zespół                        | Kierowca           | Czas     | Strata  | Poz. s. |
| ------ | ----- | ----------------------------- | ------------------ | -------- | ------- | ------- |
| 1      | LMP2  | #31 TDS Racing x Vaillante    | Mathias Beche      | 1:38,032 | —       | 1       |
| 2      | LMP2  | #65 Panis Racing              | Job van Uitert     | 1:38,313 | +0,281  | 2       |
| 3      | LMP2  | #43 Inter Europol Competition | Pietro Fittipaldi  | 1:38,568 | +0,536  | 3       |
| 4      | LMP2  | #47 Algarve Pro Racing        | James Allen        | 1:38,625 | +0,593  | 4       |
| 5      | LMP2  | #37 COOL Racing               | Yifei Ye           | 1:38,701 | +0,669  | 5       |
| 6      | LMP2  | #9 Prema Racing               | Louis Delétraz     | 1:38,746 | +0,714  | 6       |
| 7      | LMP2  | #22 United Autosports         | Tom Gamble         | 1:38,776 | +0,744  | 7       |
| 8      | LMP2  | #30 Duqueine Team             | Reshad de Gerus    | 1:38,777 | +0,745  | 8       |
| 9      | LMP2  | #28 IDEC Sport                | Patrick Pilet      | 1:38,826 | +0,794  | 9       |
| 10     | LMP2  | #34 Racing Team Turkey        | Jack Aitken        | 1:38,844 | +0,812  | 10      |
| 11     | LMP2  | #24 Nielsen Racing            | Ben Hanley         | 1:38,886 | +0,854  | 11      |
| 12     | LMP2  | #21 Mühlner Motorsport        | Thomas Laurent     | 1:38,956 | +0,924  | 12      |
| 13     | LMP2  | #88 AF Corse                  | Nicklas Nielsen    | 1:38,984 | +0,952  | 13      |
| 14     | LMP2  | #19 Algarve Pro Racing        | Sophia Flörsch     | 1:39,089 | +1,057  | 14      |
| 15     | LMP2  | #51 Team Virage               | Gabriel Aubry      | 1:39,237 | +1,205  | 15      |
| 16     | LMP2  | #35 BHK Motorsport            | Sergio Campana     | 1:39,324 | +1,292  | 16      |
| 17     | LMP2  | #40 Graff Racing              | David Droux        | 1:39,976 | +1,944  | 17      |
| 18     | LMP3  | #17 COOL Racing               | Malthe Jakobsen    | 1:43,627 | +5,595  | 18      |
| 19     | LMP3  | #13 Inter Europol Competition | Nicolas Pino       | 1:44,421 | +6,389  | 19      |
| 20     | LMP3  | #3 United Autosports          | Kay van Berlo      | 1:44,422 | +6,390  | 20      |
| 21     | LMP3  | #2 United Autosports          | Finn Gehrsitz      | 1:44,721 | +6,689  | 21      |
| 22     | LMP3  | #5 RLR MSport                 | Alex Kapadia       | 1:44,738 | +6,706  | 22      |
| 23     | LMP3  | #15 RLR MSport                | Valentino Catalano | 1:44,777 | +6,745  | 23      |
| 24     | LMP3  | #14 Inter Europol Competition | Mateusz Kaprzyk    | 1:44,792 | +6,760  | 24      |
| 25     | LMP3  | #7 Nielsen Racing             | James Littlejohn   | 1:44,796 | +6,764  | 25      |
| 26     | LMP3  | #10 Eurointernational         | Glenn van Berlo    | 1:44,844 | +6,812  | 26      |
| 27     | LMP3  | #27 COOL Racing               | Antoine Doquin     | 1:45,191 | +7,159  | 42      |
| 28     | LMP3  | #11 Eurointernational         | Max Koebolt        | 1:45,200 | +7,168  | 27      |
| 29     | LMP3  | #6 360 Racing                 | Ross Kaiser        | 1:45,267 | +7,235  | 28      |
| 30     | LMP3  | #4 DKR Engineering            | Sebastián Álvarez  | 1:45,902 | +7,870  | 29      |
| 31     | LMGTE | #77 Proton Competition        | Christian Ried     | 1:48,859 | +10,827 | 30      |
| 32     | LMGTE | #83 Iron Lynx                 | Sarah Bovy         | 1:49,105 | +11,073 | 31      |
| 33     | LMGTE | #18 Absolute Racing           | Andrew Haryanto    | 1:49,521 | +11,489 | 32      |
| 34     | LMGTE | #66 JMW Motorsport            | Giacomo Petrobelli | 1:49,735 | +11,703 | 33      |
| 35     | LMGTE | #32 Rinaldi Racing            | Gabriele Lancieri  | 1:49,888 | +11,856 | 34      |
| 36     | LMGTE | #69 Oman Racing with TF Sport | Ahmad Al Harthy    | 1:50,118 | +12,086 | 35      |
| 37     | LMGTE | #93 Proton Competition        | Michael Fassbender | 1:50,272 | +12,240 | 36      |
| 38     | LMGTE | #57 Kessel Racing             | Takeshi Kimura     | 1:50,353 | +12,321 | 37      |
| 39     | LMGTE | #55 Spirit of Race            | Duncan Cameron     | 1:50,704 | +12,672 | 38      |
| 40     | LMGTE | #33 Rinaldi Racing            | Christian Hook     | 1:50,707 | +12,675 | 39      |
| 41     | LMGTE | #60 Iron Lynx                 | Claudio Schiavoni  | 1:51,170 | +13,138 | 40      |
| 42     | LMGTE | #95 Oman Racing with TF Sport | John Hartshorne    | 1:52,553 | +14,521 | 41      |
| Źródła |       |                               |                    |          |         |         |

## Wyścig

### Wyniki
Minimum do bycia sklasyfikowanym (70 procent dystansu pokonanego przez zwycięzców wyścigu) wyniosło 84 okrążenia. Zwycięzcy klas są oznaczeni pogrubieniem. 
| Poz.              | Klasa         | Zespół                        | Kierowcy                                                 | Samochód                 | Opony | Okr. | Czas/Strata  |
| ----------------- | ------------- | ----------------------------- | -------------------------------------------------------- | ------------------------ | ----- | ---- | ------------ |
| 1                 | LMP2          | #28 IDEC Sport                | Paul Lafargue Paul-Loup Chatin Patrick Pilet             | Oreca 07                 | G     | 121  | 4:00:54,476  |
| 2                 | LMP2          | #65 Panis Racing              | Julien Canal Job van Uitert Nicolas Jamin                | Oreca 07                 | G     | 121  | +13,209      |
| 3                 | LMP2          | #21 Mühlner Motorsport        | Matthias Kaiser Thomas Laurent Ugo de Wilde              | Oreca 07                 | G     | 121  | +28,177      |
| 4                 | LMP2          | #22 United Autosports         | Philip Hanson Tom Gamble Duncan Tappy                    | Oreca 07                 | G     | 121  | +29,066      |
| 5                 | LMP2          | #9 Prema Racing               | Lorenzo Colombo Louis Delétraz Ferdinand Habsburg        | Oreca 07                 | G     | 121  | +29,496      |
| 6                 | LMP2 (Pro-Am) | #24 Nielsen Racing            | Rodrigo Sales Matthew Bell Ben Hanley                    | Oreca 07                 | G     | 121  | +29,702      |
| 7                 | LMP2 (Pro-Am) | #34 Racing Team Turkey        | Salih Yoluç Charlie Eastwood Jack Aitken                 | Oreca 07                 | G     | 121  | +29,768      |
| 8                 | LMP2          | #37 COOL Racing               | Nicolas Lapierre Niklas Krütten Yifei Ye                 | Oreca 07                 | G     | 121  | +31,790      |
| 9                 | LMP2 (Pro-Am) | #47 Algarve Pro Racing        | John Falb James Allen Alexander Peroni                   | Oreca 07                 | G     | 121  | +33,875      |
| 10                | LMP2          | #19 Algarve Pro Racing        | Sophia Flörsch Bent Viscaal                              | Oreca 07                 | G     | 121  | +44,459      |
| 11                | LMP2          | #43 Inter Europol Competition | David Heinemeier Hansson Fabio Scherer Pietro Fittipaldi | Oreca 07                 | G     | 121  | +46,571      |
| 12                | LMP2 (Pro-Am) | #88 AF Corse                  | François Perrodo Nicklas Nielsen Alessio Rovera          | Oreca 07                 | G     | 120  | +1 okrążenie |
| 13                | LMP2 (Pro-Am) | #31 TDS Racing x Vaillante    | Philippe Cimadomo Mathias Beche Tijmen van der Helm      | Oreca 07                 | G     | 120  | +1 okrążenie |
| 14                | LMP2          | #35 BHK Motorsport            | Francesco Dracone Markus Pommer Sergio Campana           | Oreca 07                 | G     | 120  | +1 okrążenie |
| 15                | LMP2 (Pro-Am) | #51 Team Virage               | Rob Hodes Gabriel Aubry Jazeman Jaafar                   | Oreca 07                 | G     | 120  | +1 okrążenie |
| 16                | LMP2 (Pro-Am) | #40 Graff Racing              | Eric Trouillet Sébastien Page David Droux                | Oreca 07                 | G     | 119  | +2 okrążenia |
| 17                | LMP3          | #13 Inter Europol Competition | Nicolas Pino Charles Crews Guilherme Oliveira            | Ligier JS P320           | M     | 117  | +4 okrążenia |
| 18                | LMP3          | #6 360 Racing                 | Terrence Woodward Ross Kaiser Mark Richards              | Ligier JS P320           | M     | 117  | +4 okrążenia |
| 19                | LMP3          | #11 Eurointernational         | Max Koebolt Jérôme de Sadeleer                           | Ligier JS P320           | M     | 117  | +4 okrążenia |
| 20                | LMP3          | #5 RLR MSport                 | Michael Jensen Nick Adcock Alex Kapadia                  | Ligier JS P320           | M     | 116  | +5 okrążeń   |
| 21                | LMP3          | #2 United Autosports          | Bailey Voisin Joshua Caygill Finn Gehrsitz               | Ligier JS P320           | M     | 116  | +5 okrążeń   |
| 22                | LMP3          | #27 COOL Racing               | Nicolas Maulini Jean-Ludovic Foubert Antoine Doquin      | Ligier JS P320           | M     | 116  | +5 okrążeń   |
| 23                | LMGTE         | #60 Iron Lynx                 | Claudio Schiavoni Matteo Cressoni Davide Rigon           | Ferrari 488 GTE Evo      | G     | 115  | +6 okrążeń   |
| 24                | LMGTE         | #77 Proton Competition        | Christian Ried Lorenzo Ferrari Gianmaria Bruni           | Porsche 911 RSR-19       | G     | 115  | +6 okrążeń   |
| 25                | LMGTE         | #57 Kessel Racing             | Takeshi Kimura Frederik Schandorff Mikkel Jensen         | Ferrari 488 GTE Evo      | G     | 115  | +6 okrążeń   |
| 26                | LMGTE         | #18 Absolute Racing           | Andrew Haryanto Martin Rump Alessio Picariello           | Porsche 911 RSR-19       | G     | 115  | +6 okrążeń   |
| 27                | LMGTE         | #83 Iron Lynx                 | Rahel Frey Michelle Gatting Sarah Bovy                   | Ferrari 488 GTE Evo      | G     | 115  | +6 okrążeń   |
| 28                | LMP3          | #7 Nielsen Racing             | Anthony Wells James Littlejohn                           | Ligier JS P320           | M     | 115  | +6 okrążeń   |
| 29                | LMGTE         | #32 Rinaldi Racing            | Pierre Ehret Nicolas Varrone Gabriele Lancieri           | Ferrari 488 GTE Evo      | G     | 115  | +6 okrążeń   |
| 30                | LMGTE         | #66 JMW Motorsport            | Giacomo Petrobelli Sean Hudspeth Matthew Payne           | Ferrari 488 GTE Evo      | G     | 115  | +6 okrążeń   |
| 31                | LMGTE         | #55 Spirit of Race            | Duncan Cameron Matthew Griffin David Perel               | Ferrari 488 GTE Evo      | G     | 115  | +6 okrążeń   |
| 32                | LMP3          | #4 DKR Engineering            | James Winslow Alexander Bukhantsov Sebastian Alvarez     | Duqueine D-08            | M     | 114  | +7 okrążeń   |
| 33                | LMGTE         | #33 Rinaldi Racing            | Christian Hook Fabrizio Crestani Jeroen Bleekemolen      | Ferrari 488 GTE Evo      | G     | 114  | +7 okrążeń   |
| 34                | LMGTE         | #69 Oman Racing with TF Sport | Ahmad Al Harthy Marco Sørensen Samuel De Haan            | Aston Martin Vantage AMR | G     | 113  | +8 okrążeń   |
| 35                | LMGTE         | #95 Oman Racing with TF Sport | John Hartshorne Henrique Chaves Jonathan Adam            | Aston Martin Vantage AMR | G     | 112  | +9 okrążeń   |
| Niesklasyfikowani |               |                               |                                                          |                          |       |      |              |
|                   | LMP3          | #10 Eurointernational         | Glenn van Berlo Xavier Lloveras Adrien Chila             | Ligier JS P320           | M     | 116  |              |
|                   | LMP3          | #17 COOL Racing               | Maurice Smith Michael Benham Malthe Jakobsen             | Ligier JS P320           | M     | 44   |              |
|                   | LMP3          | #3 United Autosports          | James McGuire Kay van Berlo Andrew Bentley               | Ligier JS P320           | M     | 26   |              |
|                   | LMP3          | #14 Inter Europol Competition | James Dayson Mateusz Kaprzyk Noam Abramczyk              | Ligier JS P320           | M     | 15   |              |
|                   | LMP2          | #30 Duqueine Team             | Memo Rojas Reshad de Gerus Richard Bradley               | Oreca 07                 | G     | 10   |              |
|                   | LMGTE         | #93 Proton Competition        | Michael Fassbender Zacharie Robichon Richard Lietz       | Porsche 911 RSR-19       | G     | 8    |              |
|                   | LMP3          | #15 RLR MSport                | Horst Felbermayr Jr Valentino Catalano Austin Mccusker   | Ligier JS P320           | M     | 2    |              |
| Źródła            |               |                               |                                                          |                          |       |      |              |

### Statystyki

#### Najszybsze okrążenie
| Klasa  | Kierowca           | Zespół            | Czas     | Okr. |
| ------ | ------------------ | ----------------- | -------- | ---- |
| LMP2   | Ferdinand Habsburg | #9 Prema Racing   | 1:39,531 | 6    |
| LMP3   | Alex Kapadia       | #5 RLR MSport     | 1:46,667 | 86   |
| LMGTE  | Mikkel Jensen      | #57 Kessel Racing | 1:49,508 | 50   |
| Źródło |                    |                   |          |      |

#### Prowadzenie w wyścigu
| Zespół                        | Okrążenia                     | Suma |      |
| LMP2                          | LMP2                          | LMP2 | LMP2 |
| ----------------------------- | ----------------------------- | ---- | ---- |
| #65 Panis Racing              | 1–3, 111–113                  | 6    |      |
| #37 COOL Racing               | 4–24, 27–29, 46–48, 92        | 28   |      |
| #40 Graff Racing              | 25–26                         | 2    |      |
| #9 Prema Racing               | 30–31, 70–18                  | 13   |      |
| #19 Algarve Pro Racing        | 32–45                         | 14   |      |
| #28 IDEC Sport                | 49–69, 81–91, 94–110, 115–121 | 56   |      |
| #21 Mühlner Motorsport        | 93, 114                       | 2    |      |
| LMP3                          |                               |      |      |
| #13 Inter Europol Competition | 1–32, 47–63, 81–93, 113–117   | 67   |      |
| #11 Eurointernational         | 33, 95–99                     | 6    |      |
| #4 DKR Engineering            | 34–43                         | 10   |      |
| #2 United Autosports          | 44–46, 65–80, 100–107         | 27   |      |
| #6 360 Racing                 | 64, 94                        | 2    |      |
| #10 Eurointernational         | 108–112                       | 5    |      |
| LMGTE                         |                               |      |      |
| #83 Iron Lynx                 | 1–31                          | 31   |      |
| #55 Spirit of Race            | 32–40, 95–108                 | 9    |      |
| #77 Proton Competition        | 41–45, 47–76, 80–108          | 64   |      |
| #66 JMW Motorsport            | 46                            | 1    |      |
| #18 Absolute Racing           | 77                            | 1    |      |
| #57 Kessel Racing             | 78–79, 111–112                | 4    |      |
| #60 Iron Lynx                 | 109–110, 113–115              | 5    |      |
| Źródło                        |                               |      |      |